# Datakredsløbsterminerende udstyr
Et eksempel på et datakredsløbsterminerende udstyr (Data Circuit-terminating Equipment, DCE), er et modem.
| Hardware | Spire Denne artikel om computere og anden hardware er en spire som bør udbygges. Du er velkommen til at hjælpe Wikipedia ved at udvide den. |

- Wikimedia Commons har flere filer relateret til Datakredsløbsterminerende udstyr